# Вулька-Кшимовська
Вулька-Кшимовська (пол. Wólka Krzymowska) — село в Польщі, у гміні Мєндзижець-Підляський Більського повіту Люблінського воєводства.
Населення — 145 осіб (2011).
У 1975-1998 роках село належало до Білопідляського воєводства.

## Демографія
Демографічна структура станом на 31 березня 2011 року:
|          | Загалом | Допрацездатний вік | Працездатний вік | Постпрацездатний вік |
| -------- | ------- | ------------------ | ---------------- | -------------------- |
| Чоловіки | 69      | 17                 | 39               | 13                   |
| Жінки    | 76      | 17                 | 39               | 20                   |
| Разом    | 145     | 34                 | 78               | 33                   |